# Функциональная микроэлектроника
Функциона́льная (микро)электро́ника — одно из современных направлений микроэлектроники, основанное на использовании физических принципов интеграции и динамических неоднородностей, обеспечивающих несхемотехнические принципы работы устройств. Функциональная интеграция обеспечивает работу прибора, как единого целого. Разделение его на элементы приводит к нарушению функционирования.
В функциональной микроэлектронике используется взаимодействие потоков электронов со звуковыми волнами в твёрдом теле, оптические явления в твёрдом теле, свойства полупроводников, магнетиков и сверхпроводников в магнитных полях и др.

## История
В конце 1970-х годов появилась идея использования динамических неоднородностей в процессах обработки и хранения информации, а также физических принципов интеграции не только числа элементов, но и числа функций, выполняемых микроэлектронным прибором. Первые работы в этой области принадлежат Борисову Б. С., Валиеву К. А., Васенкову А. А., Гуляеву Ю. В., Ерофееву А. А., Лаврищеву В. П., Новикову В. В., Носову Ю. Р., Попкову А. Ф., Пустовойту В. И., Ракитину В. В., Сретенскому В. Н., Стафееву В. И., Федотову Я. А. и другим советским учёным. Изучение принципов обработки и хранения информации с помощью динамических неоднородностей и разработка устройств, действующий на основе полученных знаний, являются основополагающими в процессе формирования нового направления в микроэлектронике — функциональной электроники.

## Направления
В зависимости от типа используемой динамической неоднородности, континуальной среды, той или иной комбинации физических полей или явлений различают такие направления функциональной электроники как:
- Функциональная акустоэлектроника,
- Функциональная магнитоэлектроника,
- Функциональная оптоэлектроника,
- Функциональная диэлектрическая электроника,
- Молекулярная электроника

и т. д.
Существуют также смешанные направления (акустооптика, магнитооптоакустика и другие).

## Устройства функциональной электроники
Щука А. А. в статье «Электроника четвертого поколения — функциональная электроника?» предложил модель устройства функциональной электроники (УФЭ), состоящую из пяти элементов:
- Использование динамических неоднородностей различной физической природы. Так, в акустоэлектронных устройствах используются динамические неоднородности в виде поверхностной акустической волны (ПАВ); в полупроводниковых приборах с зарядовой связью — зарядовые пакеты электронов или дырок; в приборах магнитоэлектроники — магнитостатические волны (МСВ) и т. д.

- Все виды динамических неоднородностей генерируют, обрабатывают и хранят информацию в континуальных средах. Последние могут иметь любое агрегатное состояние, но интересы микроэлектроники сосредоточены на использовании твёрдого тела. Среда должна быть достаточно однородной по своим физико-химическим свойствам на всём тракте распространения информационного сигнала. Статические неоднородности, имеющиеся на поверхности или внутри континуальной среды, служат только для управления динамическими неоднородностями и не используются для обработки и хранения информации.

- Генератор динамических неоднородностей, предназначенный для ввода последних в канал распространения, расположенный в континуальной среде.

- Устройство управления динамическими неоднородностями в тракте переноса информационного сигнала и в области его хранения.

- Детектор, осуществляющий считывание информации. Он позволяет преобразовать информационный массив, созданный динамическими неоднородностями, в двоичный массив, который можно обрабатывать цифровыми устройствами.

УФЭ первого поколения характеризуются тем, что в них используется один вид динамических неоднородностей в одной континуальной среде. Примерами являются линии задержки на ПАВ и память на ЦМД. Ко второму поколению относятся устройства, использующие одновременно динамические неоднородности различной физической природы в различных континуальных средах.